# Crainimăt
Crainimăt – wieś w Rumunii, w okręgu Bistrița-Năsăud, w gminie Șieu-Măgheruș. W 2011 roku liczyła 792 mieszkańców.